# Michel Parisse
Michel Parisse (Void-Vacon, 1 de mayo de 1936 - 5 de abril de 2020) fue un historiador francés especializado en estudios medievales. Fue profesor emérito en la Universidad de París 1 Panteón-Sorbona. 

## Carrera
Obtuvo su agrégation en historia en 1959. Obtuvo dos doctorados, obtuvo  el primero en 1966. Su tesis se tituló Actes des évêques de Metz (1120-1179). Su segundo doctorado lo obtuvo en 1975, con la tesis La noblesse lorraine (xie - xiiie siècle). Fue profesor en la Universidad Nancy II de 1965 a 1993. Fue director de ARTEM de 1983 a 1993, donde realizó investigaciones sobre textos medievales y sus significados. Dirigió la Misión Histórica Francesa en Alemania de 1985 a 1991, y luego trabajó como profesor de historia medieval en Panthéon-Sorbonne de 1993 a 2002.
Murió el 5 de abril de 2020 a los ochenta y tres años años a causa de la enfermedad COVID-19.

## Publicaciones

### Estudios
- Le nécrologe de Gorze. Contribución a l'histoire monastique (1971)
- "Les chartes des évêques de Metz au xiie siècle   : étude diplomatique et paléographique "(1976)
- La Noblesse lorraine, xie - xiiie siècle (1976)
- Historie de la Lorraine (1977)
- Histoire de Nancy (1978)
- Lorena   : cuadro natural, historia, arte, literatura, lengua, economía, tradiciones populares (1980)
- La Lorraine monastique au Moyen Âge (1981)
- Les Bénédictines de Lorraine et leurs documentos nécrologiques (1982)
- Noblesse et chevalerie en Lorena médiévale   : les familles nobles du xie au xiiie siècle (1982)
- Les Nonnes au Moyen Âge (1983)
- La Tapisserie de Bayeux (1983)
- Les religieuses en France au xiiie siècle (1985)
- Histoire de la Lorraine (1987)
- Austrasie, Lotharingie, Lorraine (1990)
- Actes des évêques de France (1991)
- À propos des actes d'évêques   : Homenaje a Lucie Fossier (1991)
- Le roi de France et son royaume autour de l'an mil (1992)
- Atlas de l'an Mil (1994)
- Atlas de la France de l'An mil   : estado de nos connaissances (1994)
- Bayeux   : la tapisserie   : comentario comprere cet univers familier aux spectateurs anglais ou normands du xiie siècle? (1997)
- La vida de Jean, abad de Gorze (1999)
- Les Médiévistes français (2001)
- Alemania y el Imperio au Moyen Âge   : 400-1510 (2002)
- Histoire de la Lorraine (2005)
- Manuel de paléographie médiévale   : manuel pour grands commençants (2006)
- Les chanoines réguliers   : emergencia y expansión, xie - xiiie siècles (2006)

### Trabajos colectivos
- 54 chartes originales antérieures à 1121 conservées dans le département de Meurthe-et-Moselle (1977)
- Noblesse et chevalerie en Lorena médiévale   : les familles nobles du xie au xiiie siècle (1982)
- Grandes fechas de l'histoire lorraine (1982)
- Colloque Hugues Capet, 987-1987, la France de l'an mil (1987) Le roi de France et son royaume autour de l'An mil ... (1987)
- L'abbaye de Gorze au xe siècle   : mesa ronde de Gorze (1988)
- Encyclopédie illustrée de la Lorraine. 2, Histoire de la Lorraine. Austrasie, Lotharingie, Lorena (1990)
- Les cartulaires   : actes de la Table ronde organisée par l'Ecole nationale des chartes et le RDA 121 du CNRS (1991)
- Doppelklöster und andere Formen der Symbiose männlicher und weiblicher Religiosen im Mittelalter (1992)
- L'Allemagne au xiiie siècle   : de la Meuse à l'Oder (1994)
- La Lorraine, la France, l'Europe (1996)
- Les chapitres de dames nobles entre France et Empire   : actes du colloque d'avril 1996 / organisé par la Société d'histoire locale de Remiremont (1998)
- L'Europe au siècle de l'an mil (1999)
- Les historiens et le latin médiéval   : coloque tenu à la Sorbonne (1999)
- L'Europe au siècle de l'an Mil (1999)
- Apprendre le latin médiéval   : manuel pour grands commençants (2005)